# ماوراء (آلبوم دپش مد)
«ماورا» (به انگلیسی: Ultra) آلبومی از دپش مد است که در سال ۱۹۹۷ میلادی منتشر شد.
این آلبوم در چارت‌های بریتانیا در رتبه اول قرار گرفت.